# Giovanni V di Napoli
Giovanni V (... – 1042) fu figlio e successore di Sergio IV come Duca di Napoli, dal 1034 fino alla sua morte.

## Biografia
Nel 1034 Pandolfo IV di Capua fomentò una rivolta a Sorrento e la annesse a Capua. Nello stesso anno, la sorella di Sergio IV morì e suo marito, Rainulfo Drengot, ricostituì l'antica alleanza con Pandolfo. Contrariato e affranto, Sergio si ritirò nel monastero basiliano di San Salvatore in insula maris, dove ora c'è Castel dell'Ovo. 
Gli succedette il figlio Giovanni V, che si alleò con Guaimario IV di Salerno, un altro nemico di Pandolfo IV di Capua. Giovanni fu invitato da Guaimario ad andare a Costantinopoli per implorare l'aiuto dell'Imperatore bizantino. Durante la sua assenza Sergio lasciò il monastero per guidare il ducato da reggente. Alla fine l'imperatore ignorò le richieste di aiuto. Sergio fece ritorno nel suo monastero nel giugno del 1036.
Giovanni V si dichiarò vassallo del principe Guaimario e gli rimase fedele durante tutto il suo regno. Nel 1038 fondò una chiesa a Napoli dedicata a San Simeone, ma l'ubicazione ci è sconosciuta.